# 33 Giri Italian Masters
33 Giri Italian Masters è una serie televisiva italiana in onda su Sky Arte, dedicata alla riscoperta dei grandi album della musica italiana attraverso l'ascolto e l'analisi dei master originali. Ogni episodio approfondisce la genesi, gli arrangiamenti e il contesto storico-culturale di un disco fondamentale, raccontato da musicisti, produttori e testimoni diretti, spesso coinvolti nella sua realizzazione
.

## Episodi

### Stagione 1
1. Lucio Dalla – Come è profondo il mare (1977)
2. Francesco Guccini – Radici (1972)
3. Ivan Graziani – Pigro (1978)
4. Fabrizio De André – Crêuza de mä (1984)
5. Rino Gaetano – Mio fratello è figlio unico (1976)
6. Franco Battiato – La voce del padrone (1981)

### Stagione 2
1. Vasco Rossi – …Ma cosa vuoi che sia una canzone… (1978)
2. Pino Daniele – Terra mia (1977)
3. Lucio Battisti – La batteria, il contrabbasso, eccetera (1976)
4. Carmen Consoli – Stato di necessità (2000)
5. Ligabue – Su e giù da un palco (1997)
6. CSI – Tabula Rasa Elettrificata (1997)

### Stagione 3
1. Lucio Dalla – Lucio Dalla (1980)
2. Luca Carboni – Luca Carboni (1987)
3. Vinicio Capossela – Il ballo di San Vito (1996)
4. Zucchero – Oro, incenso & birra (1989)
5. Alberto Fortis – Alberto Fortis (1979)
6. Enzo Jannacci – Ci vuole orecchio (1980)
7. Fabrizio De André – Le nuvole (1990)

### Stagione 4
1. Ligabue – Su e giù da un palco (1997)
2. CSI – Tabula Rasa Elettrificata (1997)
3. Alice – Il sole nella pioggia (1989)
4. Edoardo Bennato – Burattino senza fili (1977)
5. Lucio Battisti – La batteria, il contrabbasso, eccetera (1976)
6. Carmen Consoli – Stato di necessità (2000)
7. Ornella Vanoni – Duemilatrecentouno parole (1997)
8. Pino Daniele – Nero a metà (1980)

### Stagione 5
1. Franco Battiato – L’imboscata (1996)
2. Fiorella Mannoia – Sud (2012)
3. Banco del Mutuo Soccorso – Banco del Mutuo Soccorso (1972)
4. Bluvertigo – Metallo non metallo (1997)
5. Teresa De Sio – Teresa De Sio (1982)
6. Area – Arbeit macht frei (1973)
7. Samuele Bersani – Freak (1995)
8. Francesco De Gregori – Rimmel (1975)

### Stagione 6
1. Lucio Dalla – DallAmeriCaruso (1986)
2. Nada – Smalto (1983)
3. Pierangelo Bertoli – Eppure soffia (1976)
4. Giorgio Gaber – La mia generazione ha perso (2001)
5. Giuni Russo – Morirò d’amore (2003)
6. Subsonica – Microchip emozionale (1999)
7. Mia Martini – Nel mondo, una cosa (1972)
8. Negramaro – Mentre tutto scorre (2005)